# I cavalieri azzurri
I cavalieri azzurri (Ten Gentlemen from West Point) è un film del 1942 diretto da Henry Hathaway.
È un film drammatico statunitense ambientato nei primi anni dell'800 nell'Accademia Militare degli Stati Uniti di West Point con George Montgomery, Maureen O'Hara e John Sutton.

## Produzione
Il film, diretto da Henry Hathaway su una sceneggiatura di Ben Hecht, Talbot Jennings, Richard Maibaum, Darryl F. Zanuck e, per alcuni dialoghi addizionali, di George Seaton e un soggetto di Malvin Wald, fu prodotto da William Perlberg per la Twentieth Century Fox Film Corporation e girato nei 20th Century Fox Studios a Century City, Los Angeles, e in una caserma costruita allo scopo dalla produzione a Sherwood Forest (per un costo di circa 35.000 dollari), in California, dal dicembre 1941 al 18 marzo 1942. I titoli di lavorazione furono  Salute to Heroes e  School for Soldiers.

## Colonna sonora
- West Point March - musica di Philip Egner
- Benny Havens, Oh! - parole di Lt. O'Brien e Frank Tresselt

## Distribuzione
Il film fu distribuito con il titolo Ten Gentlemen from West Point negli Stati Uniti dal 26 giugno 1942 (première a New York il 4 giugno) al cinema dalla Twentieth Century Fox.
Altre distribuzioni:
- in Portogallo il 26 marzo 1943 (Dez Heróis de West Point)
- in Svezia il 20 settembre 1943 (Tio gentlemän från West Point)
- in Finlandia il 6 settembre 1946 (10 sankaria)
- in Spagna il 19 dicembre 1946 (Diez héroes de West Point)
- in Austria nel 1952 (10 Leutnants von West-Point)
- in Brasile (Dez Cavalheiros de West Point)
- in Grecia (Galazioi ippeis)
- in Italia (I cavalieri azzurri)

## Critica
Secondo Leonard Maltin il film è fondamentalmente interessante nonostante gli stereotipi sul mondo militare.